# Dentalium scarabinoi
Dentalium scarabinoi är en blötdjursart som beskrevs av Steiner och Kabat 2004. Dentalium scarabinoi ingår i släktet Dentalium och familjen Dentaliidae. Inga underarter finns listade i Catalogue of Life.